# Eleanor Alberga
Eleanor Deanne Therese Alberga OBE (* 30. September 1949 in Kingston/Jamaika) ist eine britische Komponistin.

## Werdegang
Alberga hatte ab dem 5. Lebensjahr Klavierunterricht und trat bis 2001, teils mit ihrem Ehemann, dem Geiger Thomas Bowes, als Pianistin auf. Sie gewann 1970 das West Indian Associated Board Scholarship, das ihr ein Studium an der Royal Academy of Music in London ermöglichte. Sie trat mit einer afrikanischen Tanzkompanie auf und war drei Jahre lang Mitglied der Jamaican Folk Singers.
Ihre Laufbahn als Komponistin begann Alberga mit Werken für die London Contemporary Dance Theatre, deren musikalische Leiterin sie wurde. Zu ihren wichtigen Werken zählen ein Violinkonzert, komponiert im Auftrag des Scottish Chamber Orchestra unter Leitung von Joseph Swensen, das Orchesterwerk Mythologies, das 2000 unter Leitung von Leonard Slatkin uraufgeführt wurde, Sun Warrior, die Oper Letters of a Love Betrayed nach einem Libretto von Donald Sturrock, ein Auftragswerk für das Royal Opera House and Music Theatre Wales, Dancing with the Shadow, On a Bat’s Back I do fly for Kokoro für Kammerensemble, mehrere Streichquartette und ein Klavierquintett.